# Şebnem Ferah
Şebnem Ferah (Yalova, 12 d'abril de 1972) és una cantautora de música rock turca.